# Livia Peng
Livia Maïté Peng (* 14. März 2002 in Chur) ist eine Schweizer Fussballspielerin.

## Karriere

### Vereine
Als ihr mit acht Jahren Goalie-Handschuhe zu Weihnachten geschenkt wurden, entdeckte Livia Peng ihre Leidenschaft für die Torhüterposition im Fussball. Nach den Anfängen im FC Ems wurde sie ins Team Südostschweiz mit männlichen Jugendlichen aufgenommen und dort von 2014 bis 2019 durch Trainer Romano Cabalzar gefördert. Von 2015 bis 2017 besuchte sie die Football Academy des Schweizerischen Fussballverbands in Biel.
Ab Juli 2017 war sie bei den FC Zürich Frauen im Einsatz. Im August 2019 wurde Livia Peng zur Stammtorhüterin nominiert. Als FCZ-Spielerin kam Peng zu sechs Einsätzen in der UEFA Women’s Champions League.
Nach der erfolgreichen Saison 2021/22 mit zwei Titeln unterschrieb sie einen Profivertrag beim Göteborger Verein BK Häcken in der schwedischen Damallsvenskan-Liga. Sie kam in ihrer ersten Saison auf drei Einsätze in der Liga und einen im Pokal. Im Januar wechselte sie leihweise bis zum Ende der Saison zu UD Levante in die erste spanische Liga. Auf die Saison 2023/24 wechselt sie zum SV Werder Bremen. In ihrer zweiten Saison erreichte sie mit Bremen das Pokalfinale und wurde von der Sportzeitschrift kicker ins Team der Saison und damit zur Torhüterin des Jahres gewählt. Am 10. Juni 2025 wurde bekanntgegeben, dass Peng auf die Saison 2025/26 hin zum FC Chelsea wechseln wird. Sie erhielt einen Vertrag über vier Jahre.

### Nationalmannschaft
Mit 15 Jahren kam Peng in die Juniorinnen-Nationalmannschaft. Bis 2021 spielte sie in verschiedenen U-Nationalteams. Im November 2020 wurde sie erstmals ins A-Nationalteam berufen, kam hinter Gaëlle Thalmann und Seraina Friedli aber lange nicht zum Einsatz. Sie stand im Sommer 2022 im Kader für die EM-Endrunde in England. Am 11. November 2022 stand sie in einem Freundschaftsspiel gegen Dänemark während der ersten Halbzeit im Tor, dieses Spiel wurde jedoch nur als inoffizielles Testspiel gewertet, da mehr als sechs Auswechslungen vorgenommen wurden. Ihr erstes für die Statistik zählendes Länderspiel bestritt Peng am 21. Februar 2023 beim Freundschaftsspiel gegen Polen. Sie stand im Kader für die Weltmeisterschaft 2023, kam jedoch zu keinem Einsatz. Die Schweiz schied im Achtelfinal aus. An der Europameisterschaft 2025 stand sie in allen vier Spielen der Schweizerinnen im Tor. Kurz vor der Endrunde war sie zur Nummer 1 aufgestiegen. Die Schweiz erreichte erstmals einen EM-Viertelfinal.

## Erfolge
FC Zürich
- Schweizer Meisterin: 2019, 2022
- Schweizer Pokalsiegerin: 2019, 2022

Werder Bremen
- DFB-Pokal-Finalistin: 2024/25

## Ausbildung
Peng besuchte das Kunst-und-Sport-Gymnasium Rämibühl in Zürich und schloss dieses 2022 mit der Matura ab.